# セイヨウヒイラギ
セイヨウヒイラギ（西洋柊、学名: Ilex aquifolium）は、園芸用に栽培されるモチノキ科モチノキ属の常緑小高木 。別名でセイヨウヒイラギモチ、ヒイラギモチ。英語名でホーリー（Holly）とも呼ばれるが、Holly はモチノキ属の総称としても使われるので、区別するために European holly、English holly ともいう。冬になる赤い実が美しく、クリスマスの装飾の定番としても使われる（〔日本では〕タダの「ヒイラギ」と混同する人が多いが、タダのヒイラギはモクセイ科モクセイ属の植物なので全く別の植物である）。

## 分布・生育地
ヨーロッパ原産。ヨーロッパ西部・南部、アフリカ北西部、アジア南西部の地域に分布する。古くから庭園にも植栽されてきた。

## 特徴
常緑広葉樹の3mほどになる小高木。葉は互生する。葉身は長さ5 - 12センチメートル (cm) 、幅2 - 6 cm。葉の形は変異が多く、全縁から、鋸歯が多いもの、少ないものまでさまざまである。若い枝や下の枝では葉の縁が数箇所鋭く尖るが、古い枝や上の枝では刺の数が少なく、葉先のみ尖るが、樹高が高いものになると葉縁はトゲがなくなって全縁になる。
花期は4 - 6月。雌雄異株。花は虫媒花、小型で花弁は白く4枚ある。果期は11 - 2月。果実は径6 - 10ミリメートル (mm) の核果で赤く熟し、4個の種子を含む。晩秋に赤く熟して緑の葉に映えるが、非常に渋みが強いので、冬の間も鳥の餌にもならず、食べられることは少い。

## 利用
昔から庭園樹によく使われ、トゲのような鋸歯がある硬い葉をもち、刈り込みにも耐えるので生け垣としての利用も多い。園芸用にも人気があり、黄色い実やとげのない葉など、多数の園芸品種が育成されており、日本でも園芸品種が多数出回っている。ヨーロッパ以外でも、アメリカ、オーストラリア、ニュージーランドで栽培されたものが野生化している。
赤い実をつけたセイヨウヒイラギ、またはそれを象った造花はクリスマスの装飾に使われる。冬でも緑を保つため、古くはドルイド教徒が聖なる樹木として崇めたのが、のちにクリスマスの飾りに転じて用いられたとされる。
また、材は白く堅いので、細工物、特にチェスの白駒（黒駒は黒檀など）に使われる。
類似種にはアメリカ原産のアメリカヒイラギモチ（アメリカヒイラギ、I. opaca）、中国原産のヒイラギモチ（シナヒイラギ、ヤバネヒイラギモチ、I. cornuta）があり、これらも園芸・装飾用に用いられる。日本では特にヒイラギモチを用いることが多い。
また、魔除けの植物は薬用にも優れていると考えられていて、ローマの博物学者プリニウスは、葉に塩を混ぜると関節炎に効き、赤い実はコレラ、赤痢、腸の病気に、また、血管組織を収縮させる収斂剤になるとした。

## 文化

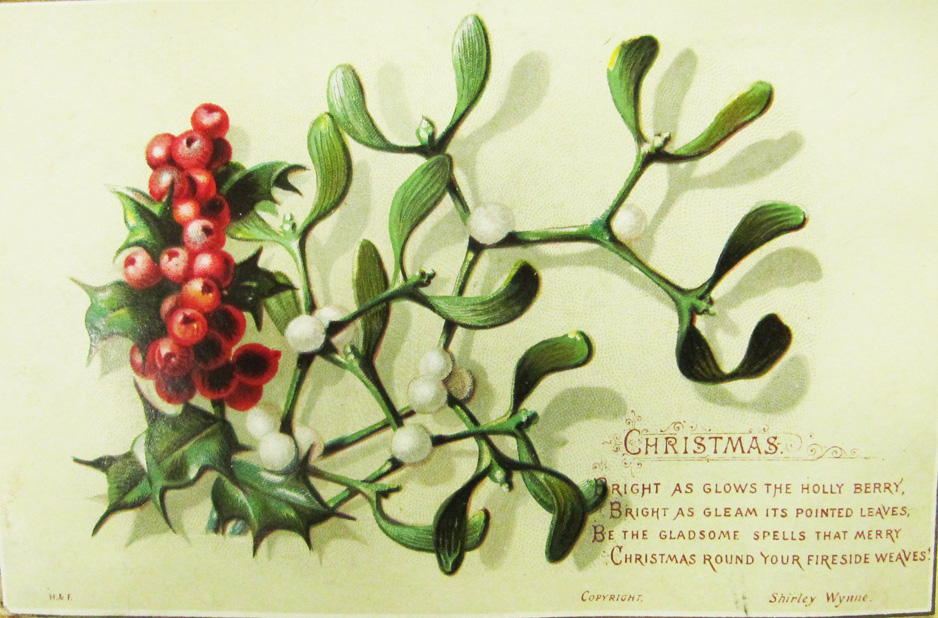
セイヨウヒイラギとセイヨウヤドリギのイラストが入ったクリスマスカード

常緑で真冬に目立つ赤い実をつけることから、ヨーロッパではキリスト教以前にもドルイドにより聖木とされた。また古代ローマではサトゥルヌスの木とされ、サートゥルナーリア祭（農神祭）で、知り合いへの贈り物と一緒にセイヨウヒイラギの枝を添え渡していたものを、その直後に当たる12月25日の冬至祭でキリスト教徒がまねたため、後にクリスマスにつきものの装飾となったといわれる。キリスト教では、キリストの足元から初めて生えた植物とされる。また、トゲトゲの葉や赤い実はキリストの流した血と苦悩を表す。そこから別名「キリストの刺」「聖なる木」とも呼ばれる。さらに花はミルクのように白いためキリストの生誕と結びつき、樹皮は苦いのでキリストの受難を表すとされる。
また、セイヨウヒイラギは魔力があると信じられていて、キリスト教にもそのことが取り入れられ、同じく魔力を持つと信じられていたアイビーとともにクリスマスの飾り付けに用いられる。悪魔や妖精がクリスマスの期間に悪いことをしないようにと、民家、店、教会、墓地などに飾り付けられたといわれる。
ヨーロッパでも数少ない常緑樹（常磐木）の一つで、冬に緑を保つ植物は神が宿る木と考えられており、セイヨウヒイラギの赤い実は血の象徴と女性を意味し、白い実をつけたセイヨウヤドリギは男性の精液のシンボルとして、二つ合わせてクリスマスに飾ることで新しい生命が生まれると信じられた。ヨーロッパでは、皿やスカーフの装飾のモチーフに、セイヨウヒイラギの赤い実とセウヨウヤドリギの白い実を配したクリスマス飾りが描かれる。
セイヨウヒイラギの花言葉は、「永遠の輝き」である。常緑というのは「永遠」「変わりのないこと」を表すとして、モミやセイヨウヤドリギへの信仰があったように、セイヨウヒイラギも同じように扱われた。トゲのある葉には、邪気、悪霊を払う力があると信じられたことにある。
トゲの多い葉がついた枝を He Holly （雄〈男〉のホーリー）、少ないものを She Holly（雌〈女〉のホーリー）と呼んで区別する。クリスマスに最初に男の枝（He Holly）のリースや小枝が届いた年は主人が強く、女の枝（She Holly）が届いた年は主婦が強い年になるという枝占いがある。
コナン・ドイルの作シャーロック・ホームズシリーズのひとつに、セイヨウヒイラギが小道具になっているものがある。「シャスコム荘事件」で、ホームズがショスコム荘の中を探るために庭に隠れるのが、セイヨウヒイラギの茂みだった。植物学者の辻井達一は、ドイルは優れた観察眼を持っていて、英国の庭園に多く使われているのをドイルがよく知っていたから、こうした描写になったものと思われると考察している。

## ヒイラギとの違い
日本に在来のヒイラギは刺の出た葉の形がよく似ているので混同されやすいが、モクセイ科モクセイ属に属する種で、葉は対生し、実が黒紫色に熟す、全く別の植物である。若木のうちは葉にとげがあり、成木になると葉の棘がなくなって丸みある葉になる点は、セイヨウヒイラギ、ヒイラギともに共通するが、セイヨウヒイラギは互生、ヒイラギは対生するところで見分けがつく。